# Parques y jardines de Barcelona

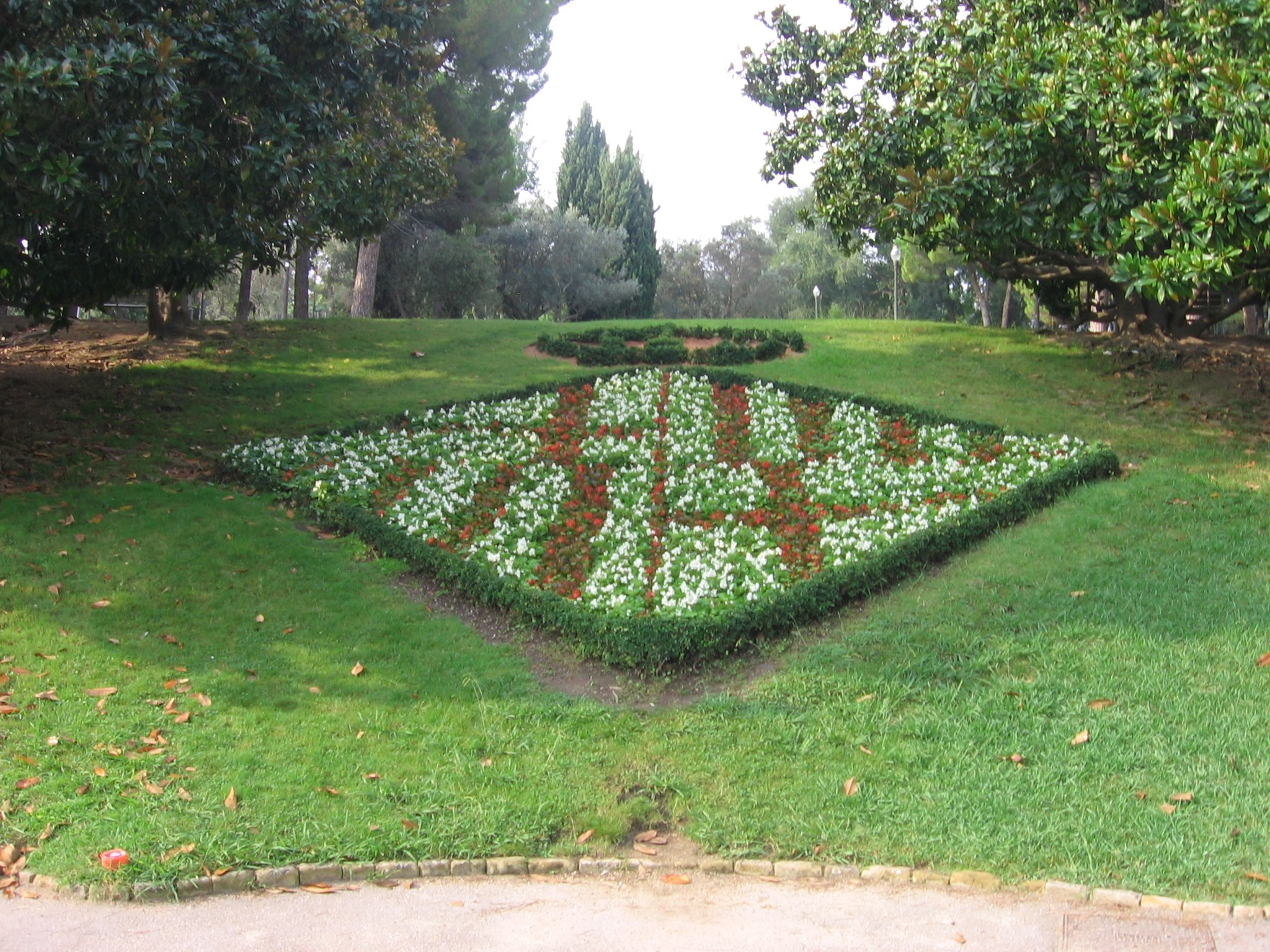
Arreglo floral con el escudo de Barcelona, jardines de Mossèn Cinto Verdaguer.

El conjunto de parques y jardines de Barcelona tiene una extensión de 2784 hectáreas. Su gestión depende del Instituto Municipal de Parques y Jardines de Barcelona (en catalán: Institut Municipal de Parcs i Jardins de Barcelona), un organismo dependiente del Ayuntamiento de Barcelona. Desde el siglo XIX —y especialmente en el XX— Barcelona ha apostado por la adecuación de zonas verdes en la ciudad, y actualmente es una de las ciudades europeas con más arbolado viario (150 000 unidades). El año 2001 el Instituto de Parques y Jardines recibió la certificación ISO 14001 en la conservación y la gestión de los espacios verdes y del arbolado viario público.
La jardinería en Barcelona ha tenido una evolución dispar en el tiempo: la primera realización de cierta relevancia, el parque del Laberinto de Horta, es ya del siglo XVIII; en el siglo XIX se abrió el primer gran parque público de Barcelona, el de la Ciudadela; pero la mayor parte de zonas verdes de la ciudad condal son del siglo XX, época en que se ha dado un gran impulso a la jardinería pública en la capital catalana. En este último siglo la jardinería se ha desarrollado principalmente en cuatro fases: las primeras planificaciones efectuadas por Léon Jaussely en su plan de enlaces y por Nicolás María Rubió Tudurí, autor de un ambicioso plan de zonas verdes concéntricas a todo lo largo de la ciudad, desde Montjuic hasta el Besós; la época de la posguerra supuso un retroceso en la creación de espacios verdes, debido principalmente a la especulación inmobiliaria que conllevó el aumento de la población debido a la inmigración, así como a la prioridad otorgada al tránsito rodado por el incremento  del parque automovilístico; con la llegada de la democracia hubo un nuevo impulso a la creación de espacios ajardinados, con predominio del diseño arquitectónico y un sentido polivalente del espacio, que al elemento vegetal añadía zonas de servicios y equipamientos lúdicos y recreativos para la población; por último, hacia finales de siglo surgió una tendencia más naturalista, más acorde a las nuevas ideas de ecologismo y sostenibilidad medioambiental, con preocupación no solo por los parques y grandes extensiones verdes sino también por la colocación de arboledas en calles y paseos de la ciudad.
En función de sus características, los parques y jardines de Barcelona se dividen en varias tipologías: «históricos», los creados antes de 1950, como el parque del Laberinto de Horta, el de la Ciudadela, el parque Güell, los jardines de la Universidad de Barcelona, los de Laribal y los del Palacio de Pedralbes; «temáticos», que están dedicados a un determinado tipo de especies vegetales, como el parque de Cervantes, dedicados a las rosas, los jardines Mossèn Costa i Llobera, especializados en cactáceas y suculentas, y los jardines de Mossèn Cinto Verdaguer, dedicados a las plantas acuáticas, bulbosas y rizomatosas; «urbanos», son los de tipo más corriente, parques y jardines ubicados en plena ciudad y abiertos a todos los públicos, con servicios y espacios polivalentes para el disfrute de toda la ciudadanía; y «forestales», espacios verdes de amplia extensión ubicados generalmente en las zonas limítrofes de la ciudad, como la sierra de Collserola y la montaña de Montjuïc.

## Características
Barcelona, capital de la comunidad autónoma de Cataluña, se encuentra en el Levante español, en la costa mediterránea. Está ubicada en una llanura de unos 11 km de largo y 6 de ancho, limitada en sus costados por el mar y por la sierra de Collserola —con la cima del Tibidabo (516,2 m) como punto más alto—, así como por los deltas de los ríos Besós y Llobregat. El clima de la ciudad es mediterráneo, de tipo marítimo subhúmedo xeofítico, con una temperatura media anual de 16,4 °C y una humedad relativa del 70 %. Las lluvias se dan principalmente entre octubre y abril, son escasas en invierno y mínimas en verano, con unas precipitaciones de 578,74 l/m² (1997-2002).
La vegetación es de tipo mediterráneo, con predominio de especies perennes. El bosque típico es el encinar (Quercus ilex), y también se dan algunas especies subtropicales, que necesitan un riego constante para vivir al aire libre, como el naranjo (Citrus × sinensis), el limonero (Citrus × limon), la mimosa (Acacia dealbata), la araucaria (Araucaria heterophylla), el eucalipto (Eucalyptus globulus) y la palmera (Phoenix dactylifera). Se han aclimatado algunas especies originarias de Japón, que tiene un clima parecido al mediterráneo pero con más lluvias en verano, como el pitósporo (Pittosporum tobira) y el evónimo (Euonymus japonicus). De coníferas, la que más se adapta es el cedro del Atlas (Cedrus atlantica), así como el ciprés (Cupressus sempervirens) y la tuya (Thuja standishii). También se han adaptado especies de otras regiones del mundo con clima mediterráneo, como California, Sudáfrica, Australia y Chile.
En relación con cada zona concreta de la ciudad, la vegetación puede variar según las condiciones climáticas, los recursos hídricos, la altura, la exposición al sol, los niveles de erosión, las precipitaciones y la acción del viento. En condiciones favorables predominan especies como el pino (Pinus pinea), la encina (Quercus ilex) y el acebuche (Olea europaea sylvestris); de ser menos favorables surgen fitosistemas denominados maquia, con árboles como el algarrobo (Ceratonia siliqua) y la palmera (Phoenix dactylifera), o arbustos como el madroño (Arbutus unedo), el laurel (Laurus nobilis), el mirto (Myrtus communis), el romero (Salvia rosmarinus) o el lentisco (Pistacia lentiscus); y en condiciones desfavorables aparece una vegetación del tipo garriga, con suelo libre y poco porte, con especies xerófitas como la gayomba (Spartium junceum), el espliego (Lavandula angustifolia), el tomillo (Thymus vulgaris) y la salvia (Salvia officinalis).

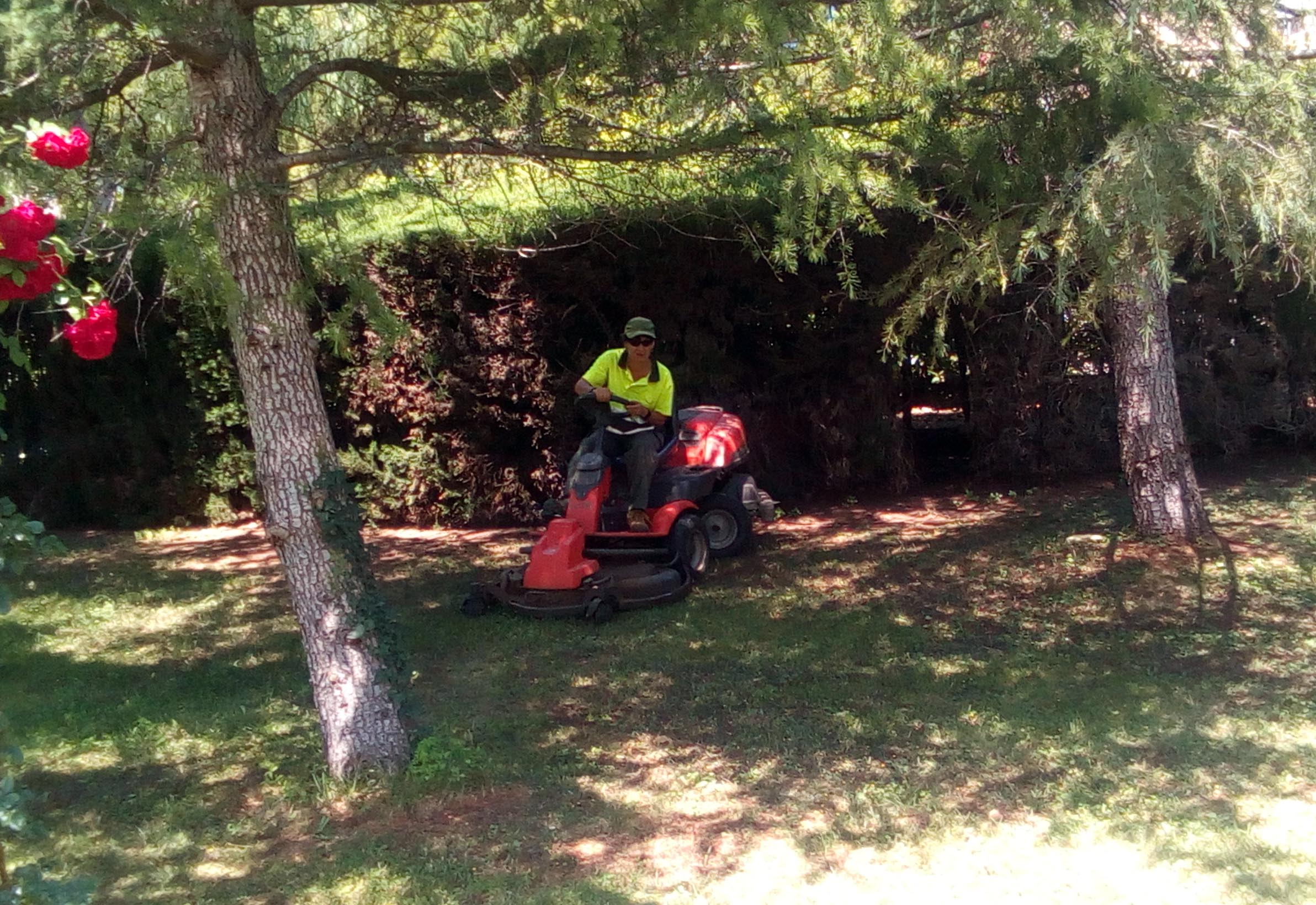
Segadora de césped en el parque de Cervantes.

El arbolado de la ciudad está compuesto por un total de 140 especies, de las que las más comunes son: plátano (Platanus x hispanica), almez (Celtis australis), olmo (Ulmus pumila), acacia del Japón (Sophora japonica), acacia (Robinia pseudoacacia), palo rosa (Tipuana tipu), árbol botella (Brachychiton populneum), chopo lombardo (Populus nigra italica), aligustre del Japón (Ligustrum lucidum), cinamomo (Melia azedarach), arce negundo (Acer negundo) y naranjo amargo (Citrus aurantium).
En 1983 el Ayuntamiento de Barcelona inició un Catálogo de Árboles de Interés Local, que clasifica un conjunto de árboles, palmeras y arbustos que tienen una especial relevancia por su valor botánico, su interés histórico o cualquier otro componente significativo para la conservación de las áreas verdes de la ciudad. Estos árboles están especialmente protegidos, ya que no pueden ser desarraigados o afectados por cualquier operación urbanística. La elección de las especies catalogadas se efectúa mediante una serie de parámetros que analizan cada ejemplar en función de aspectos como la edad, las medidas, su historia o sus cualidades estéticas (ver aquí el listado de árboles de interés local).
Las actuaciones del Instituto Municipal de Parques y Jardines se centran desde hace años en criterios de sostenibilidad, especialmente en cuanto a la plantación de especies autóctonas mediterráneas, más adaptables al terreno y de menor consumo hidráulico; el riego efectuado con aguas freáticas o con riego automatizado (208 hectáreas en 2001), donde se está introduciendo el uso de riego controlado por higrómetros; y el uso de compostaje de residuos orgánicos para la fertilización.

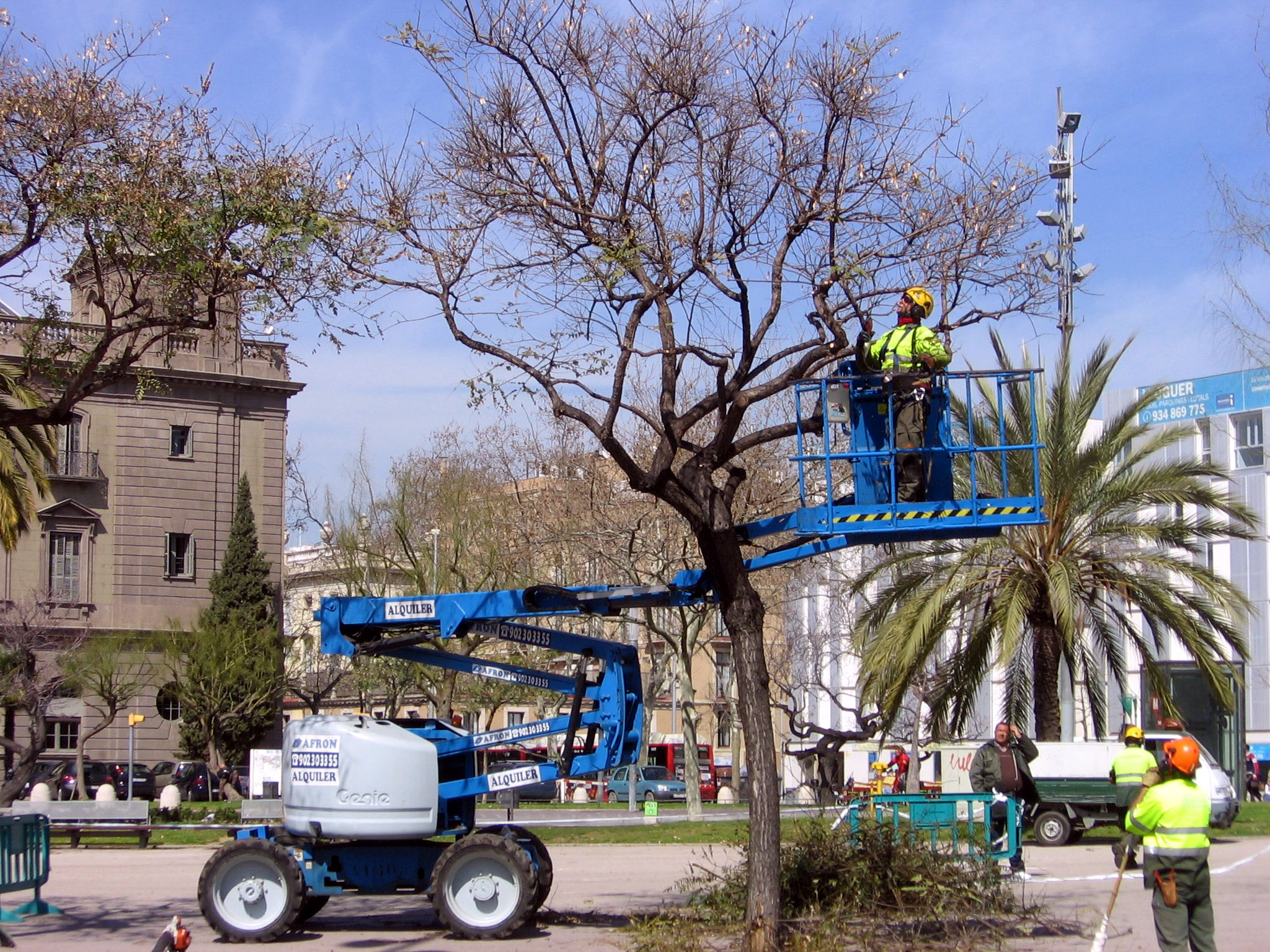
Trabajos de poda.

El cuidado de las especies vegetales se efectúa según su tipología: en árboles y palmeras las actuaciones se centran en la poda, ya sea de formación, limpieza o levantamiento de la copa, o limpieza de hojas secas en el caso de las palmeras, además de tratamientos fitosanitarios en todos estos ejemplares; el césped es el que requiere un tratamiento más continuado, principalmente en cuanto a siega, así como el recorte de los bordes para mantener su estructura, y más esporádicamente el aireado, cebadura y abono de parterres; en cuanto a tapizados y vivaces, los primeros se podan y pinzan en invierno, a principios de primavera y a finales de verano, mientras que los segundos requieren podas, pinzados y recortes, así como una reposición por división de mata cada dos o tres años; los setos necesitan poda de formación, y un mantenimiento con actuaciones de recorte a principios de invierno y de otoño; los arbustos se podan dos veces al año, a principios de verano y de invierno; las flores requieren un cuidado constante, generalmente se prepara primero el suelo de plantación —durante los meses de abril, agosto y noviembre—, cada mes se escarda la tierra para airearla y, tres veces al año, se eliminan las flores secas; aparte de eso, durante todo el año se realizan trabajos de mantenimiento general, como la eliminación de malas hierbas, el arreglo de los caminos de sablón o la reparación o sustitución del mobiliario urbano, además de tareas de limpieza general y vaciado de las papeleras.
Otro ámbito de vital importancia son los tratamientos fitosanitarios, planificados en función de criterios de biodiversidad y gestión integrada de plagas. Se dividen en seis modalidades: culturales, a través de la selección de especies; mecánicas, mediante podas controladas; de control biológico, con la utilización de ciertos organismos que actúan contra los parásitos, mediante la introducción artificial de fauna útil o microorganismos antagonistas; trampas de feromonas, que actúan contra un sector de las especies atacantes; bandas cromáticas, que al igual que las flores atraen a los insectos; y métodos químicos, que pueden ser mediante endoterapia vegetal, consistente en la inyección a presión del producto fitosanitario a la planta, o por atomizaciones y aplicaciones fitosanitarias en forma de riego.
El Instituto de Parques y Jardines también gestiona una red de huertos urbanos en colaboración con colectivos de personas jubiladas, que se encargan de su mantenimiento y recolección. Son parcelas de entre 25 y 40 m², en las que se cultivan hortalizas y verduras, así como plantas aromáticas y medicinales, y algunas flores de temporada. Actualmente hay 13 huertos urbanos repartidos por la ciudad.
Desglose por distritos de zonas verdes y servicios públicos (datos de 2001):
| Distrito            | Superficie verde (ha) | Arbolado (u) | Jardineras (u) | Áreas infantiles | Pistas de petanca | Áreas para perros |
| ------------------- | --------------------- | ------------ | -------------- | ---------------- | ----------------- | ----------------- |
| Ciutat Vella        | 62,43                 | 6914         | 747            | 24               | 45                | 8                 |
| Ensanche            | 48,74                 | 23589        | 571            | 50               | 37                | 20                |
| Sants-Montjuïc      | 286,48                | 14588        | 618            | 51               | 39                | 12                |
| Les Corts           | 69,58                 | 12100        | 136            | 35               | 16                | 11                |
| Sarriá-San Gervasio | 83,55                 | 12253        | 287            | 40               | 31                | 19                |
| Gracia              | 36,55                 | 6438         | 291            | 25               | 25                | 10                |
| Horta-Guinardó      | 122,22                | 13424        | 154            | 79               | 44                | 21                |
| Nou Barris          | 92,72                 | 15412        | 252            | 81               | 28                | 10                |
| San Andrés          | 54,31                 | 15704        | 470            | 76               | 86                | 24                |
| San Martín          | 132,09                | 30490        | 290            | 135              | 90                | 15                |
| Total               | 988,67                | 150912       | 3816           | 596              | 441               | 150               |

Elementos de jardinería
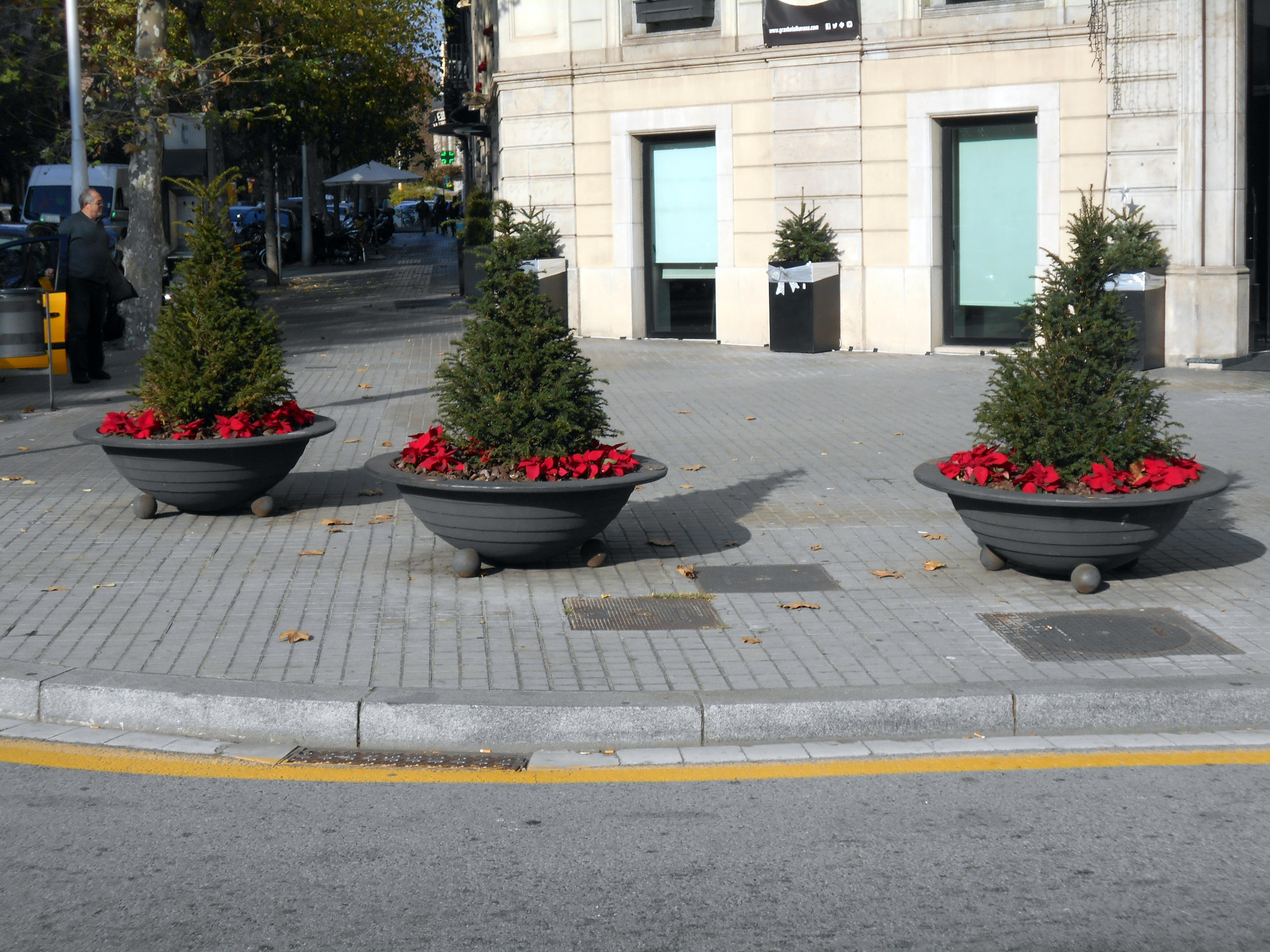
Jardineras.
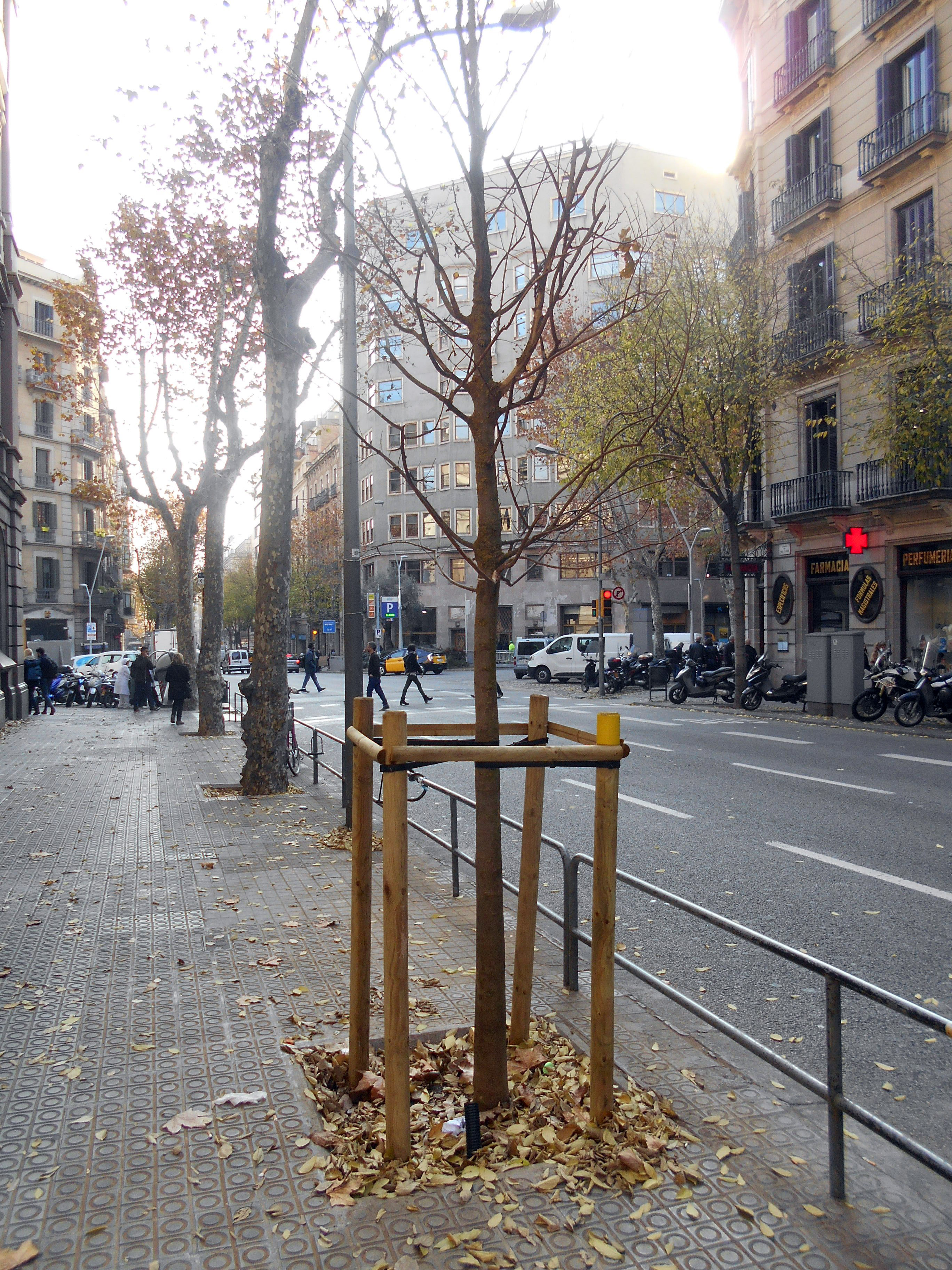
Protector de árbol.
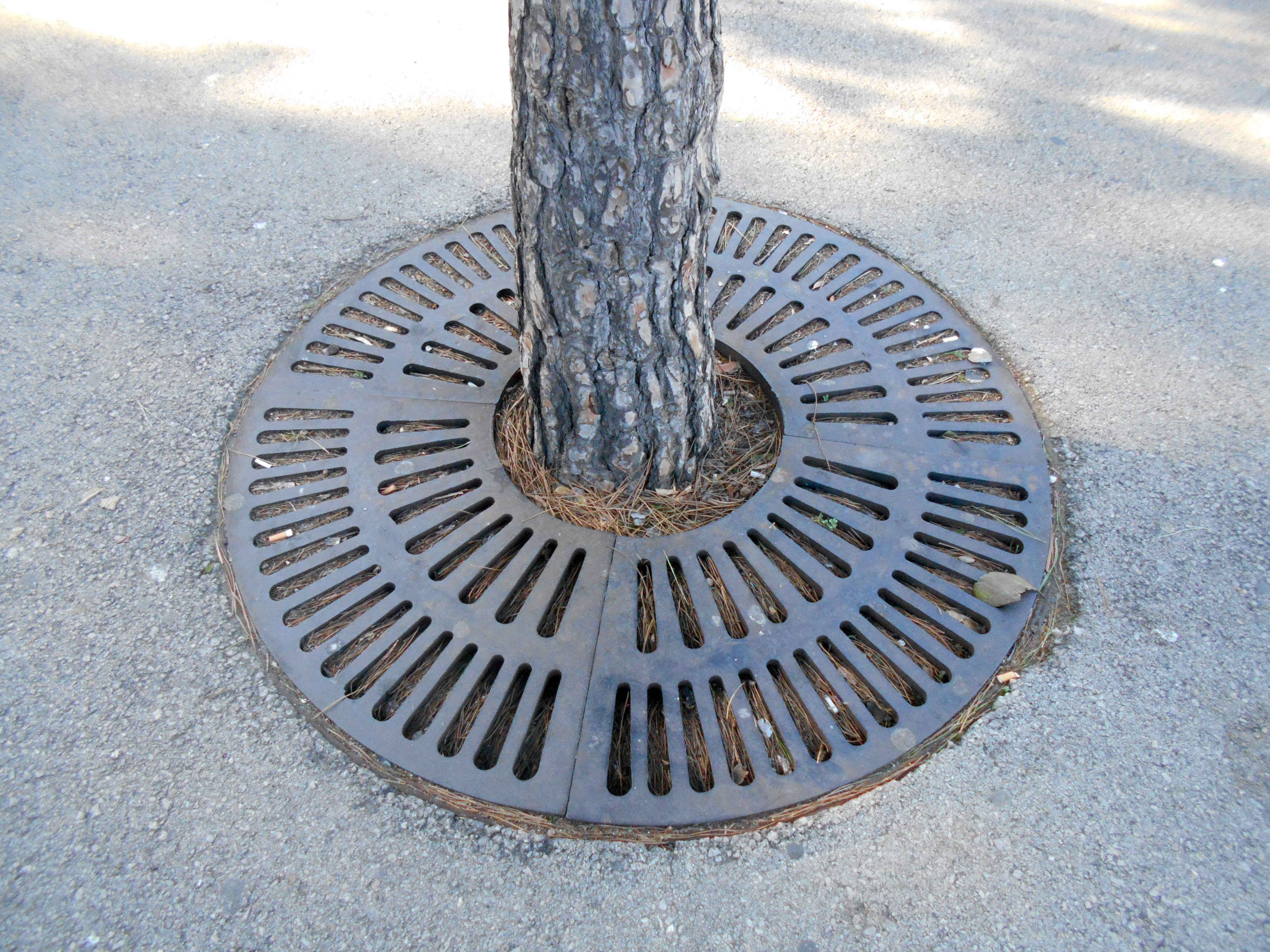
Alcorque.
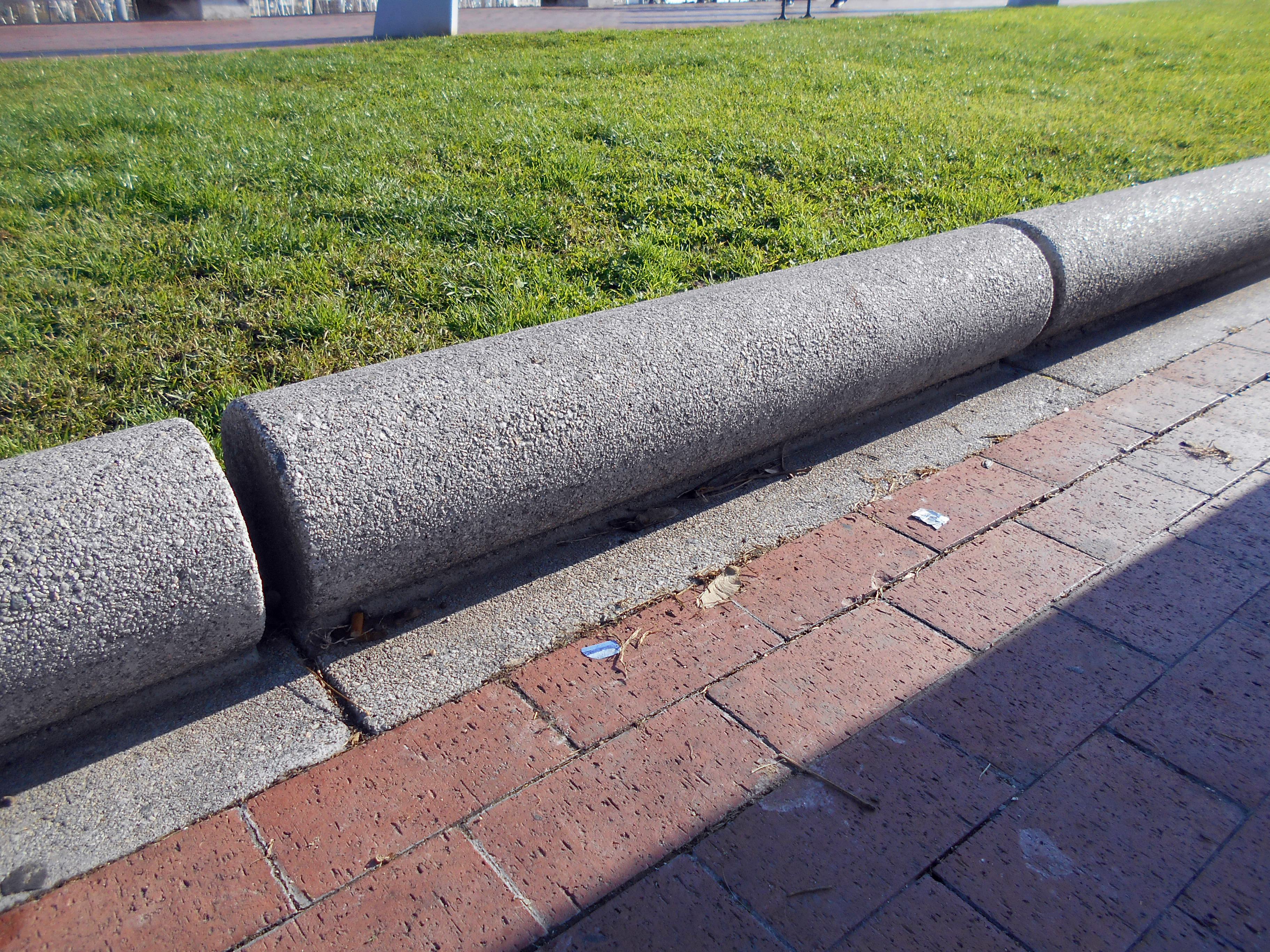
Límite de espacio verde.
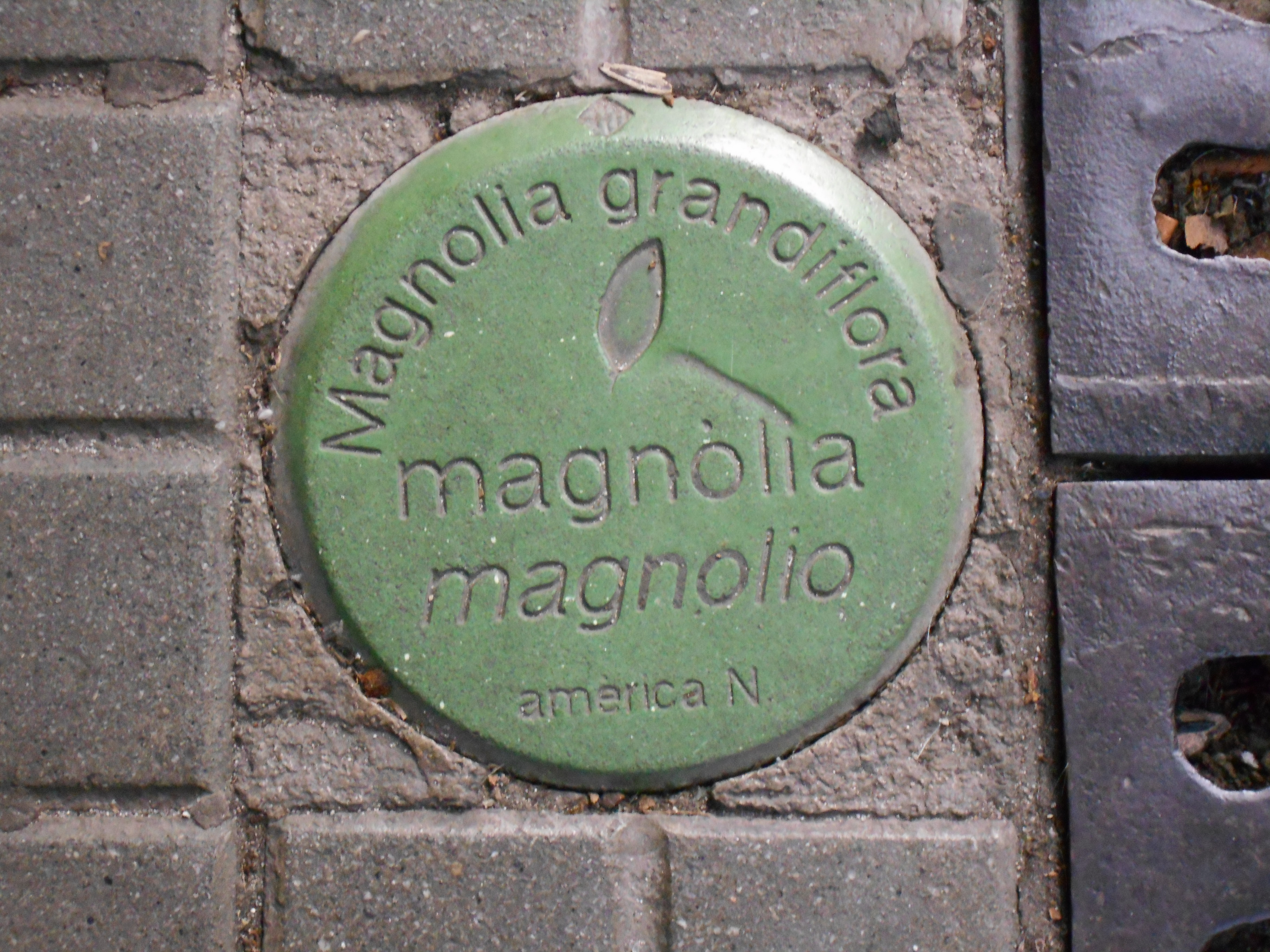
Placa identificadora de árbol.
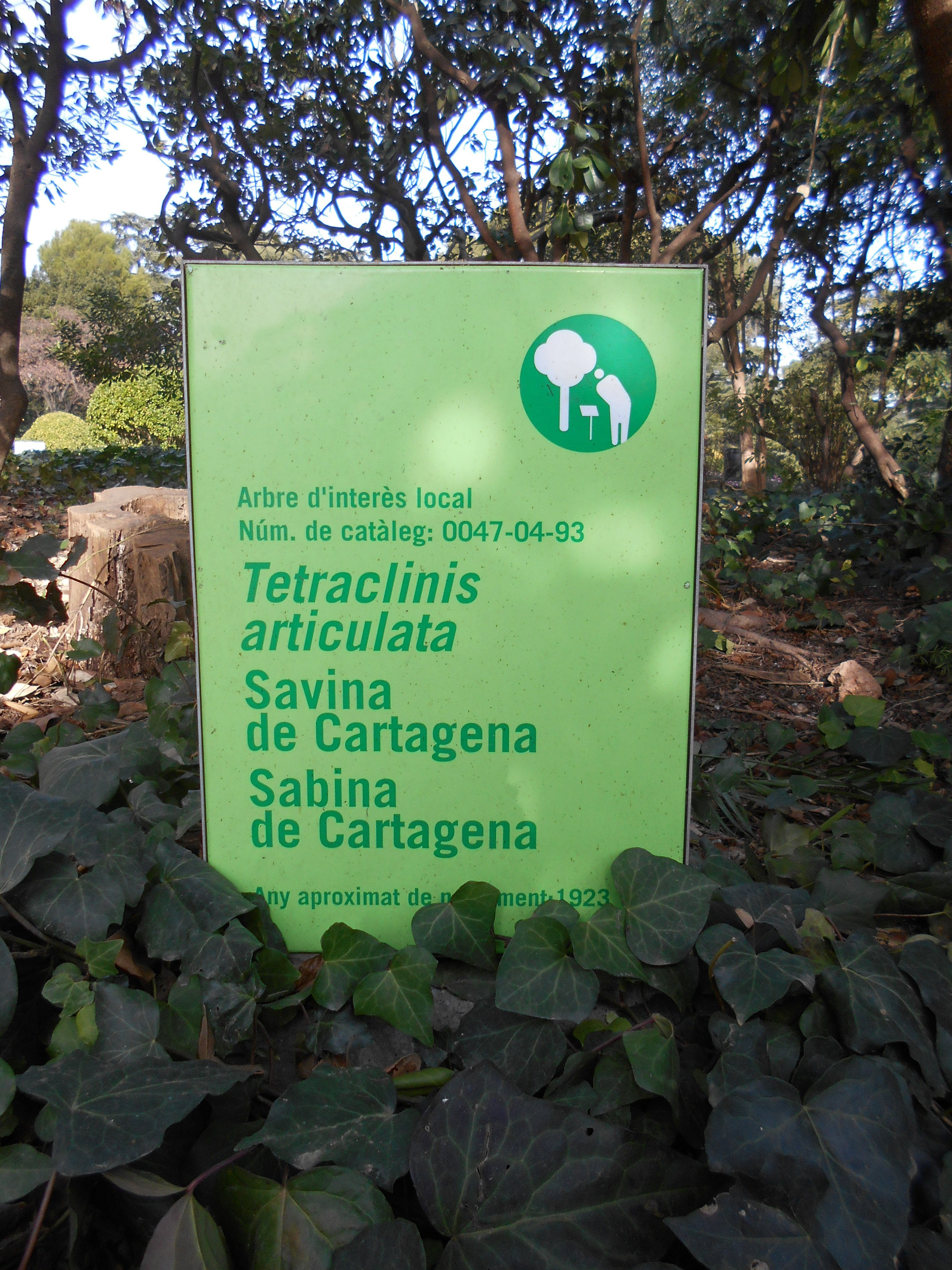
Cartel identificador de árbol.
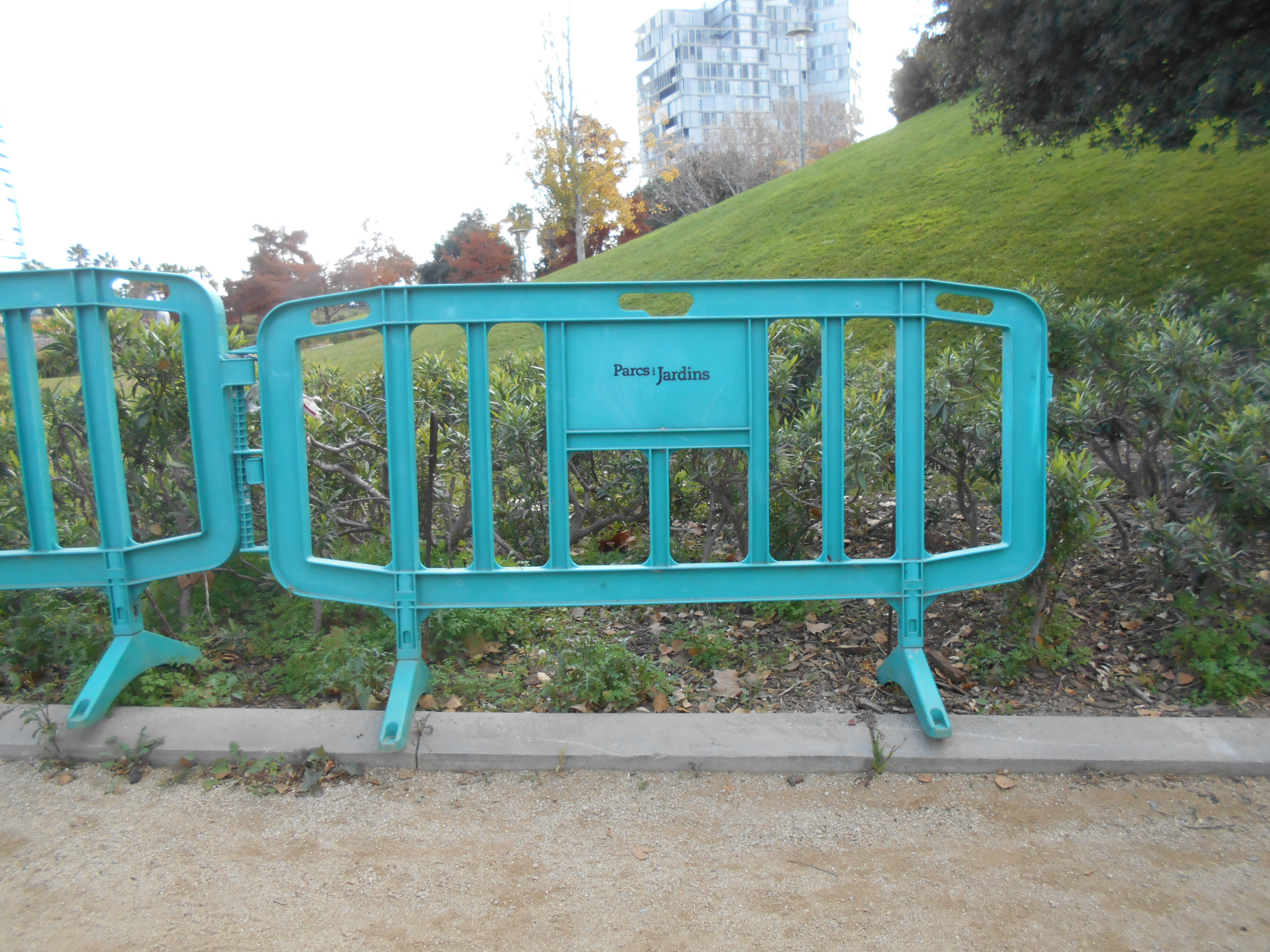
Valla de Parques y jardines.

## Historia

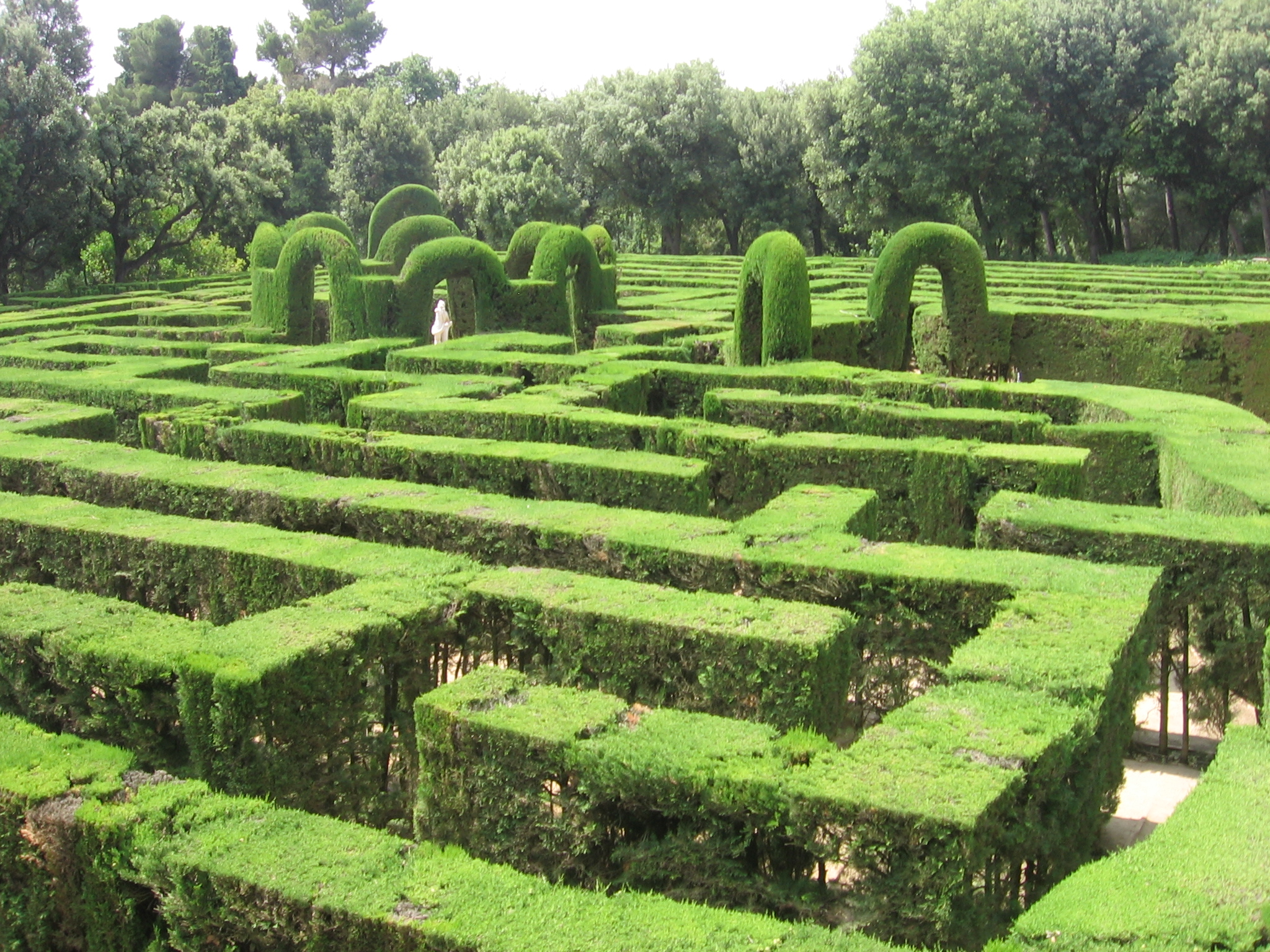
El parque del Laberinto de Horta es el jardín más antiguo que se conserva en la ciudad.

Los primeros vestigios de jardinería en la ciudad condal proceden de la Edad Media, época en que el jardín se dio principalmente en los recintos monásticos, donde en el claustro se solía situar un jardín y un pozo de agua, así como en castillos y palacios, donde surgió el jardín laico (o «cortesano»), de pequeñas proporciones, estructurado generalmente a partir del huerto, alrededor de una fuente o estanque, con bancos de piedra para sentarse. En algunos jardines de palacios reales surgió la costumbre de alojar animales como patos, cisnes o pavos reales, convirtiéndose algunas veces en pequeños zoológicos que podían albergar animales más exóticos, como leones y leopardos, como en el jardín de la Reina del Palacio Real Menor de Barcelona. De época gótica se conserva un patio ajardinado del Palacio Real Mayor de Barcelona (actual Museo Frederic Marès), así como el Patio de los Naranjos del Palacio de la Generalidad de Cataluña. El claustro de la Catedral de Barcelona conserva su fuente de taza doble en el centro, con un templete gótico en un ángulo, y un jardín cerrado por rejas de hierro, con palmeras, magnolios y otros árboles centenarios, y un estanque llamado Fuente de las Ocas.

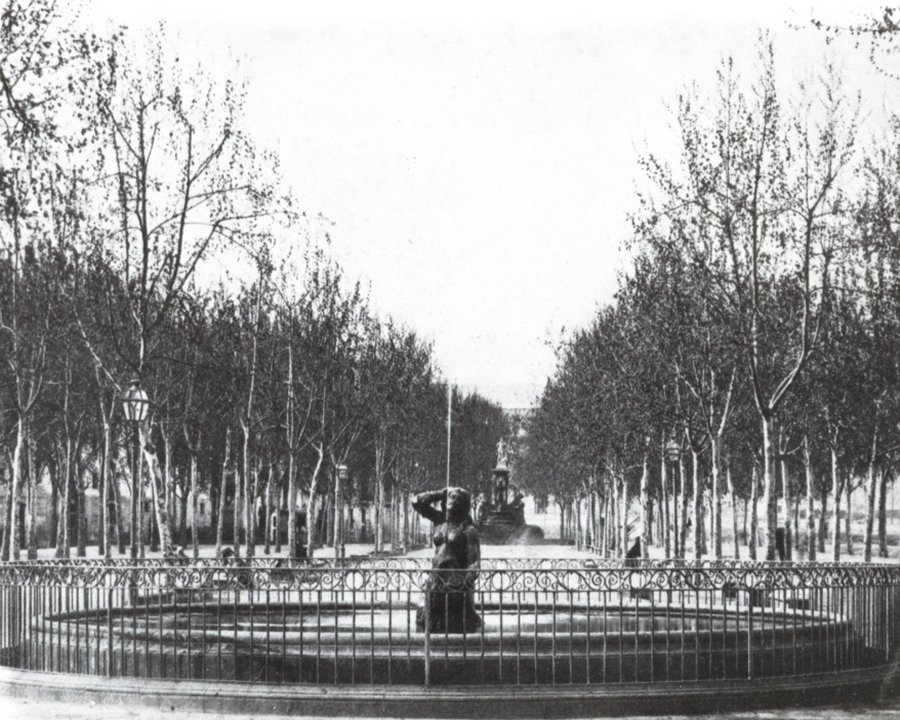
Paseo Nuevo o de la Explanada, frente a la Ciudadela, creado en 1797 y desaparecido antes de 1888. En primer término, la fuente de la Nereida, al fondo la fuente de Hércules.

Sin embargo, hay que situarse ya en el siglo XVIII para encontrar los primeros jardines que se conservan en la ciudad. A nivel urbanístico, en esta época se abrieron paseos en numerosas ciudades españolas, inspirados en la tipología del boulevard francés, como es el caso de la Rambla de Barcelona. Pero la realización más destacada de esta época es el parque del Laberinto de Horta, un jardín de estilo neoclásico creado por iniciativa de Joan Antoni Desvalls, sexto marqués de Llupià, y construido por el arquitecto Italiano Domenico Bagutti y el jardinero francés Joseph Delvalet entre 1794 y 1808.
A finales del siglo XVIII se abrió junto a la Ciudadela militar el Paseo Nuevo o de la Explanada, una amplia avenida jalonada de álamos y olmos y decorada con fuentes ornamentales —de las que se conserva la fuente de Hércules—. Durante un tiempo fue el principal espacio verde de la ciudad, pero desapareció en las obras de acondicionamiento del parque de la Ciudadela para la Exposición Universal de 1888.

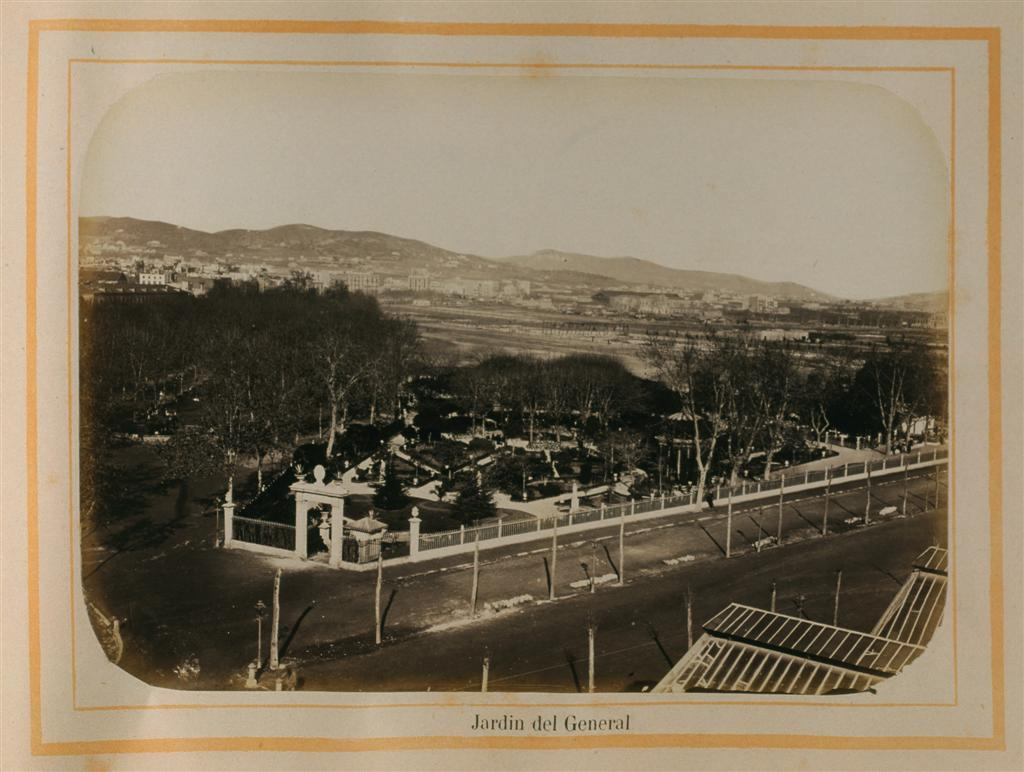
Jardín del General.

En el siglo XIX aparecieron los primeros parques públicos, debido al fenómeno de la Revolución Industrial, que conllevó el aumento de los entornos urbanos, en condiciones a veces de degradación del medio ambiente debido a las escasas condiciones higiénicas y al aumento de la contaminación por parte de la cada vez más abundante industrialización. Para paliar esos efectos se potenció la creación de grandes jardines y parques urbanos, que corrieron a cuenta de las autoridades públicas, con lo que surgió una «jardinería pública» que se fue diferenciando de la iniciativa privada que hasta entonces había monopolizado los grandes proyectos jardinísticos; ello conllevó la introducción del concepto de arquitectura paisajista, así como el desarrollo del urbanismo.
El primer jardín público de Barcelona se creó en 1816: el jardín del General, una iniciativa del capitán general de Cataluña, Francisco Javier Castaños. Estaba situado entre la actual avenida Marquès de l'Argentera y la Ciudadela, delante de donde hoy se halla la Estación de Francia, y tenía una extensión de 0,4 hectáreas. Lamentablemente, este espacio desapareció en 1877.
Durante el siglo XIX continuó la apertura de paseos y avenidas, como el paseo de Gracia, cuyas obras se iniciaron en 1821 con la plantación de acacias, plátanos, chopos, moreras, adelfas y encinas. En este paseo se situaron diversos jardines, como los jardines de Tívoli, entre las calles Valencia y Consejo de Ciento, que contaban con un vivero de flores y plantas aromáticas; los Campos Elíseos, entre las calles de Aragón y Rosellón, que contaban con un jardín, un lago con barcas, un teatro y un parque de atracciones con montañas rusas; otros jardines fueron los del Criadero, de la Ninfa, de Euterpe y del Prado Catalán. Estos jardines desaparecieron pocos años después al ir urbanizándose el paseo de Gracia.

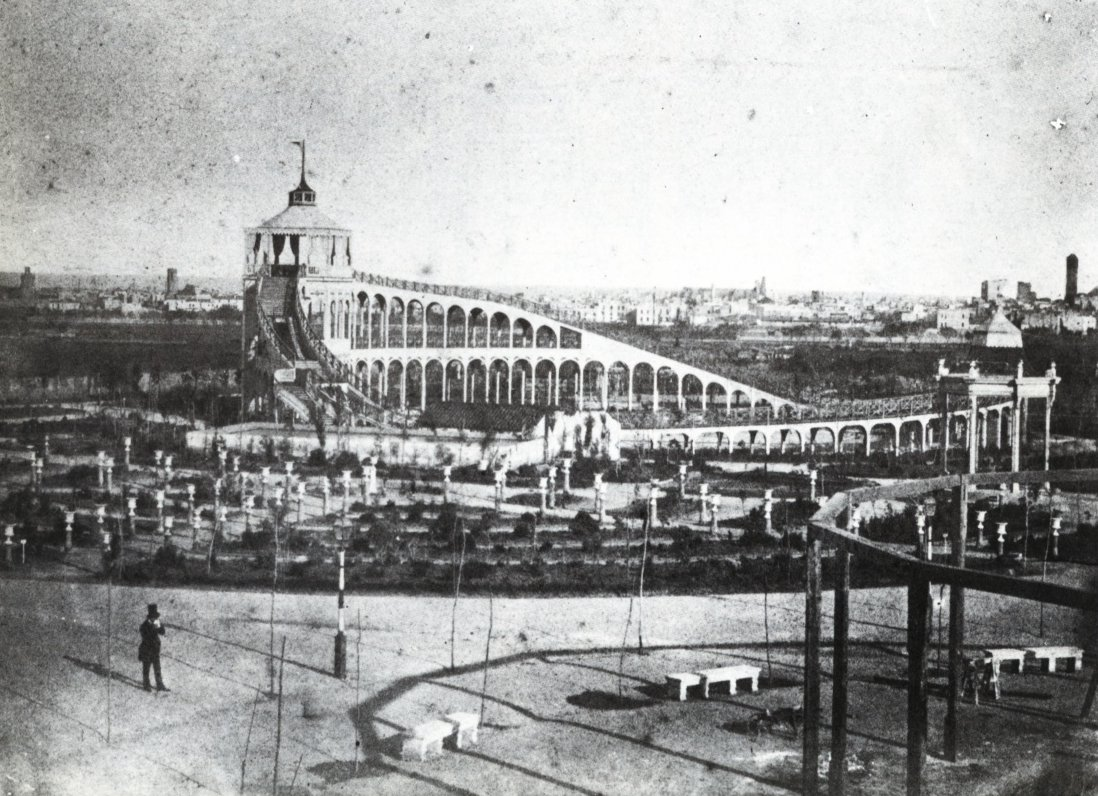
Jardín y parque de atracciones de los Campos Elíseos, paseo de Gracia, instalado en 1853 y desaparecido antes de 1877.

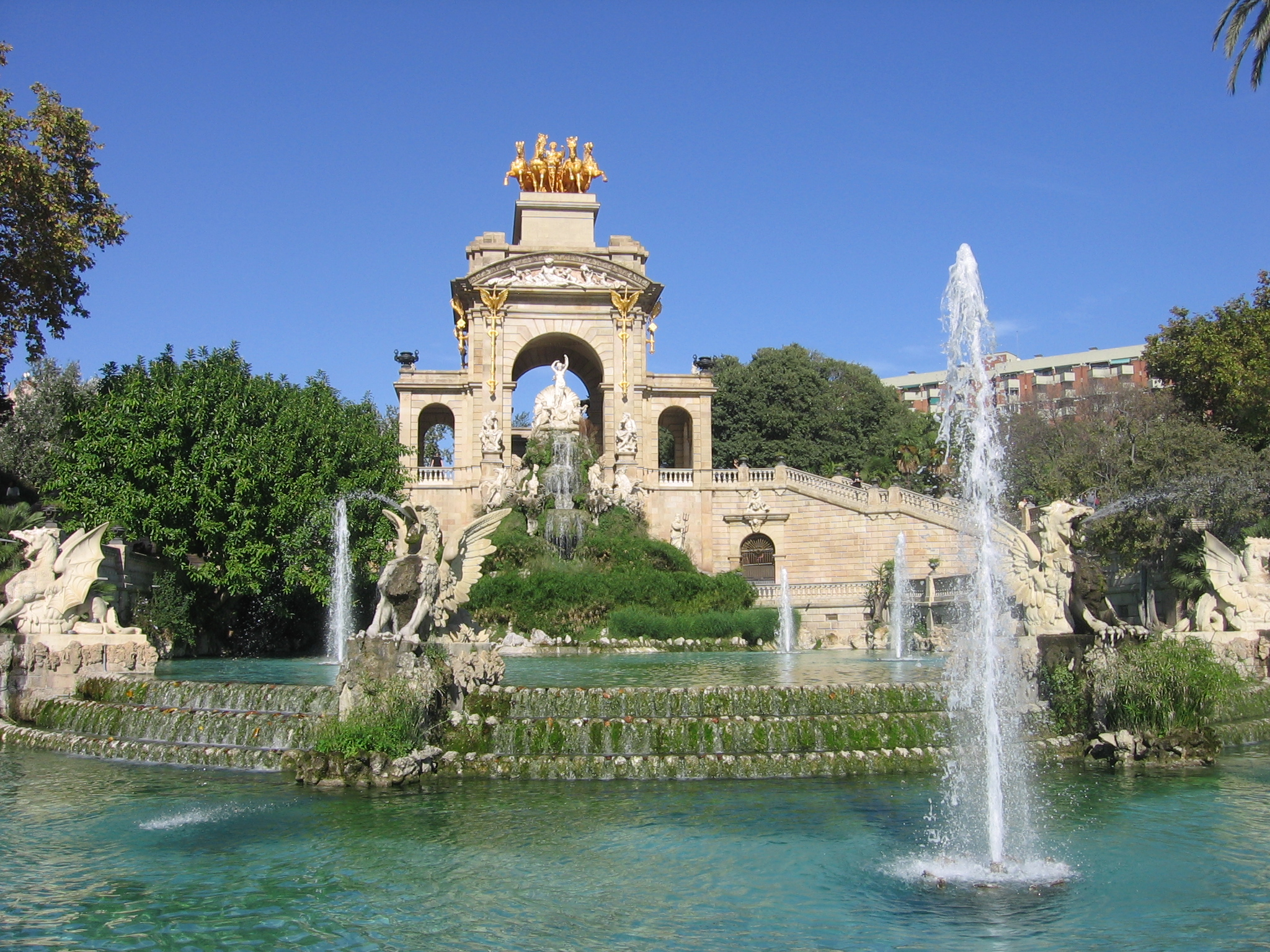
Cascada del Parque de la Ciudadela.

También surgieron en esa época varios proyectos de reforma y ensanche de ciudades, que entre otros factores multiplicaba el espacio de zonas verdes para uso y disfrute de la población, como el Ensanche de Barcelona, con trazado de Ildefonso Cerdá (1860), el cual incluía una zona verde en el interior de cada manzana de casas, aunque en la mayoría de casos no se llegó a hacer, debido principalmente a la especulación inmobiliaria. En 1872, tras el derribo de las murallas de la fortaleza de la Ciudadela, el Ayuntamiento de Barcelona convocó un concurso para situar en su recinto el primer gran parque público de la ciudad, el parque de la Ciudadela. El proyecto fue encargado a José Fontseré, que diseñó unos amplios jardines para esparcimiento de los ciudadanos, bajo el lema «los jardines son a las ciudades lo que los pulmones al cuerpo humano». El encargado de los trabajos de jardinería fue Ramón Oliva, director de los jardines públicos de Barcelona desde 1874. Este parque sería el núcleo principal de la posterior Exposición Universal de 1888.
Entre los siglos XIX y XX surgió el modernismo, un movimiento que otorgó una especial relevancia al diseño y la arquitectura como obra global tanto de exterior como de interior, con un lenguaje anticlásico heredero del romanticismo, una vinculación decidida de la arquitectura con las artes aplicadas y un estilo remarcadamente ornamental. Su principal exponente fue Antoni Gaudí, que además de arquitecto fue urbanista y paisajista, con un estilo personal basado en la observación de la naturaleza. Gaudí tenía grandes conocimientos de botánica y geomorfología, y aunque era un gran defensor de la utilización de la vegetación mediterránea, especialmente el tipo de bosque esclerófilo propio de la zona mediterránea, como pinos y encinas, también empleaba especies alóctonas como palmeras, mimosas y eucaliptos. Muchos de sus proyectos incluían jardines, como la Casa Vicens o los Pabellones Güell, pero el principal proyecto jardinístico de Gaudí fue el parque Güell (1900-1914), un encargo de su mecenas, el conde Eusebio Güell, para construir una urbanización residencial al estilo de las ciudades-jardín inglesas, situado en la llamada Montaña Pelada, en el barrio de la La Salud de Barcelona. En 1984 la Unesco incluyó al parque Güell dentro del lugar Patrimonio de la Humanidad «Obras de Antoni Gaudí».
Con la llegada del siglo XX el Ayuntamiento de Barcelona organizó un concurso para un plan de enlaces entre el Ensanche y los municipios recientemente agregados a la ciudad, ganado en 1905 por Léon Jaussely, el cual diseñó un plan que preveía grandes infraestructuras viarias (paseos de ronda, diagonales, paseos marítimos), parques, enlaces ferroviarios y áreas de servicios. Aunque solo se realizó parcialmente, inspiró el urbanismo barcelonés durante gran parte del siglo. En las primeras décadas del siglo XX, gracias al impulso de una nueva exposición, la Exposición Internacional de 1929, se acondicionó la montaña de Montjuic, con un proyecto del paisajista francés Jean-Claude Nicolas Forestier, autor del parque de María Luisa en Sevilla, donde puso de moda el denominado «estilo neosevillano», caracterizado por el uso del ladrillo y el azulejo, y donde son esenciales el agua y el empleo de elementos como pérgolas y emparrados, así como escaleras y terrazas para dinamizar los terrenos. Forestier fue un pregonero del jardín como obra de arte, y entre sus premisas se encontraba la del máximo aprovechamiento de los recursos locales, por lo que en sus obras en España trabajó esencialmente con vegetación de tipo mediterráneo, aunque también introdujo algunas especies de América del Sur —donde había trabajado—, como la tipuana, la jacaranda y el ombú. En Montjuïc contó con la colaboración de Nicolás María Rubió Tudurí, arquitecto y paisajista, con el que realizó un conjunto de marcado carácter mediterráneo y de gusto clasicista, centrado en la constitución de los jardines de Laribal (1917-1924) y de Miramar (1919-1923). El equipo formado por Forestier y Rubió dejó varias realizaciones más en la ciudad, como el ajardinamiento de la Plaza de Armas del Parque de la Ciudadela (1915) y el parque del Guinardó (1918). Por otro lado, al hilo de la exposición se constituyó en 1930 el Jardín Botánico de Barcelona, situado en el fondo de una cantera situada detrás del Palacio Nacional de Montjuic, con una magnífica colección de plantas exóticas recopilada por el botánico Pius Font i Quer.

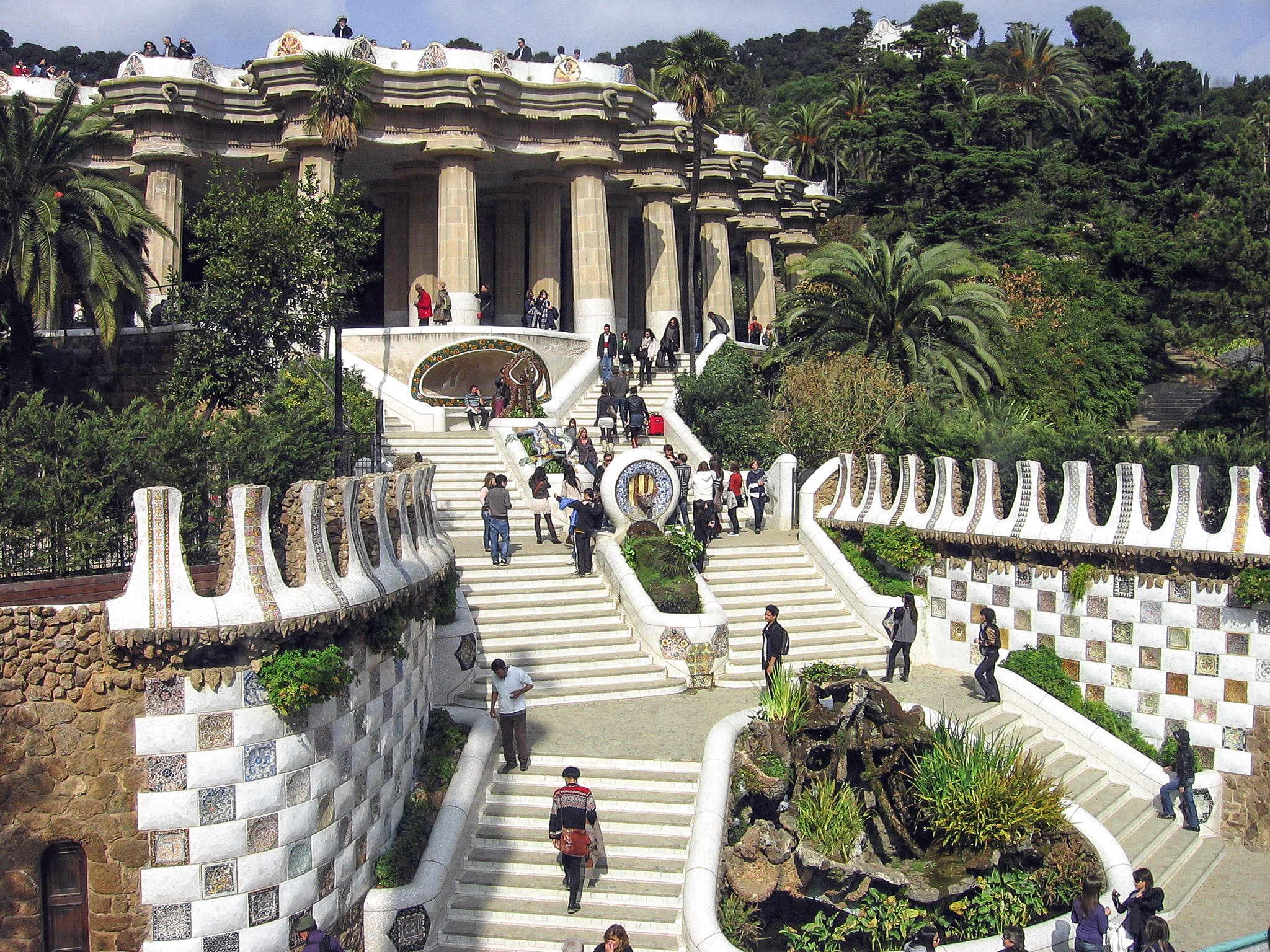
Parque Güell, obra de Antoni Gaudí.

Rubió i Tudurí fue el máximo representante del novecentismo, un movimiento de renovación de la cultura que pretendía acercarla a las innovaciones producidas en el recién estrenado siglo XX, y que contrariamente a los valores nórdicos que defendía el modernismo propugnaba el retorno al mundo mediterráneo, a la cultura clásica grecolatina. Director de Parques y Jardines de Barcelona entre 1917 y 1937, fue el principal promotor del «jardín mediterráneo», lo que se denota en obras suyas como los jardines de la plaza Francesc Macià (1925), el parque de la Font del Racó (1926), los jardines del Palacio Real de Pedralbes (1927), los del Turó Park (1933) y los de la plaza de Gaudí, frente a la Sagrada Familia (1981). Rubió i Tudurí fundó en 1933 la Escuela Municipal de Aprendices Jardineros,  actual Instituto de Educación Secundaria Municipal Rubió i Tudurí. En 1926 propuso con el texto El problema de los espacios libres —presentado en el XI Congreso Nacional de Arquitectos— la colocación de una serie de espacios verdes en forma de semicírculos concéntricos entre los ríos Besós y Llobregat, a todo lo largo de la sierra de Collserola, con pequeños enclaves en la parte interior de la ciudad al estilo de los squares londinenses; lamentablemente, el proyecto no fue ejecutado, excepto en pequeñas porciones.

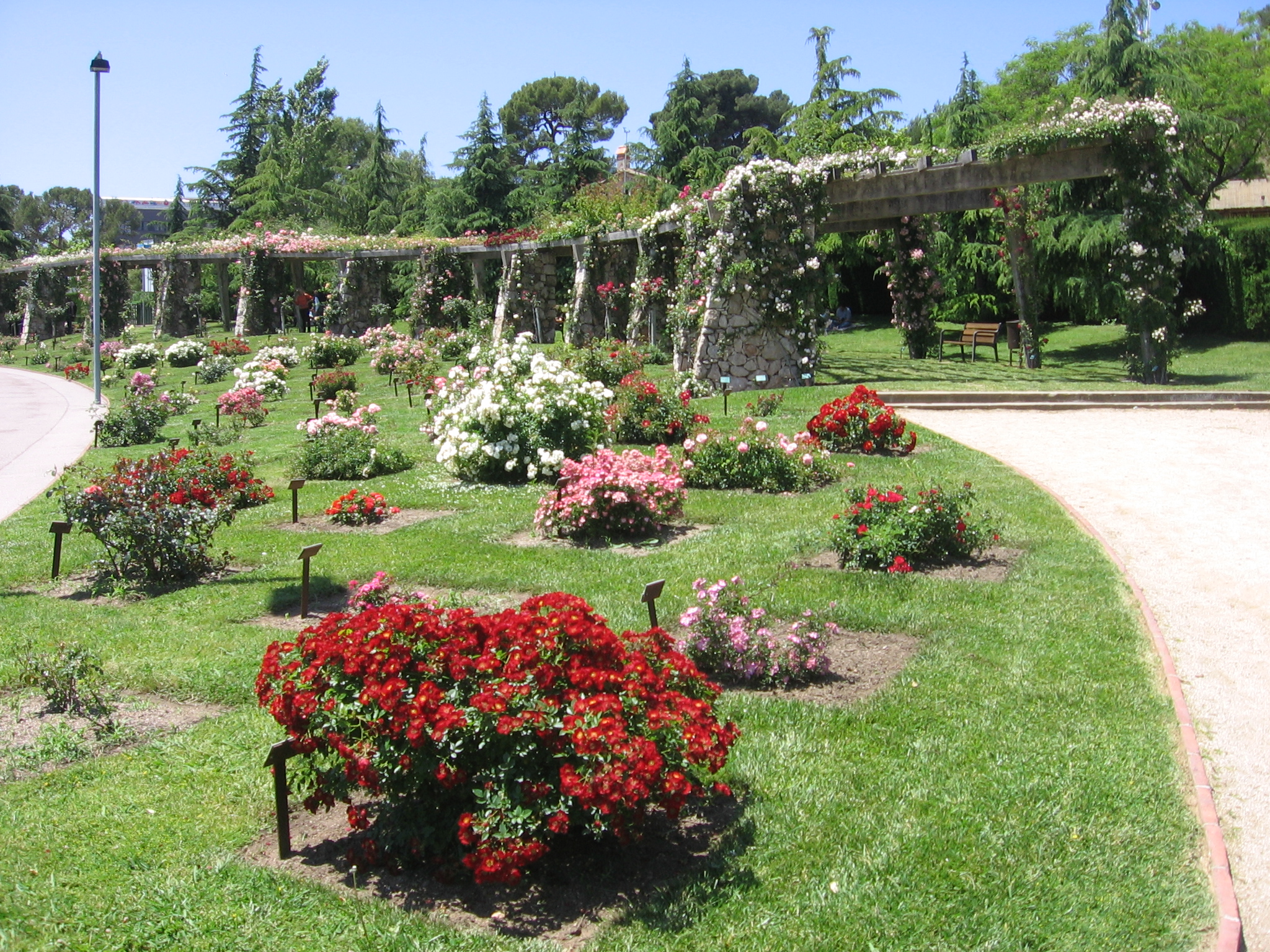
Parque de Cervantes.

La Guerra Civil supuso un parón en los proyectos paisajísticos de la ciudad, y en la posguerra las actuaciones se centraron más en el mantenimiento y restauración de las áreas existentes que no en la creación de nuevas zonas verdes. En 1940 se puso al frente de Parques y Jardines Lluís Riudor i Carol, iniciador del paisajismo en Cataluña. Actuaciones suyas fueron el jardín de Austria —ubicado en el recinto del parque Güell—, el parque de Monterols, el de Cervantes, y diversas intervenciones en la montaña de Montjuïc encaminadas a suprimir el chabolismo producido con la inmigración en la posguerra, proyecto que continuó su sucesor, Joaquim Casamor, con la creación de diversos jardines de tipo temático, como los jardines Mossèn Costa i Llobera, especializados en cactáceas y suculentas, y los jardines de Mossèn Cinto Verdaguer, dedicados a las plantas acuáticas, bulbosas y rizomatosas. Obra suya fueron también en Montjuïc los jardines del Mirador del Alcalde y los jardines de Joan Maragall, ubicados en torno al Palacio de Albéniz, residencia de la familia real española durante sus visitas a la ciudad condal, de estilo neoclásico; y, en el resto de Barcelona, el parque del Putget, el de la Guineueta y el de Villa Amelia. En esta época el consistorio barcelonés se encargó también de comprar varias fincas particulares que fueron incorporadas al conjunto de parques públicos, como el parque del Laberinto de Horta (1971), el parque del Castell de l'Oreneta (1978) y el parque de les Aigües (1978).

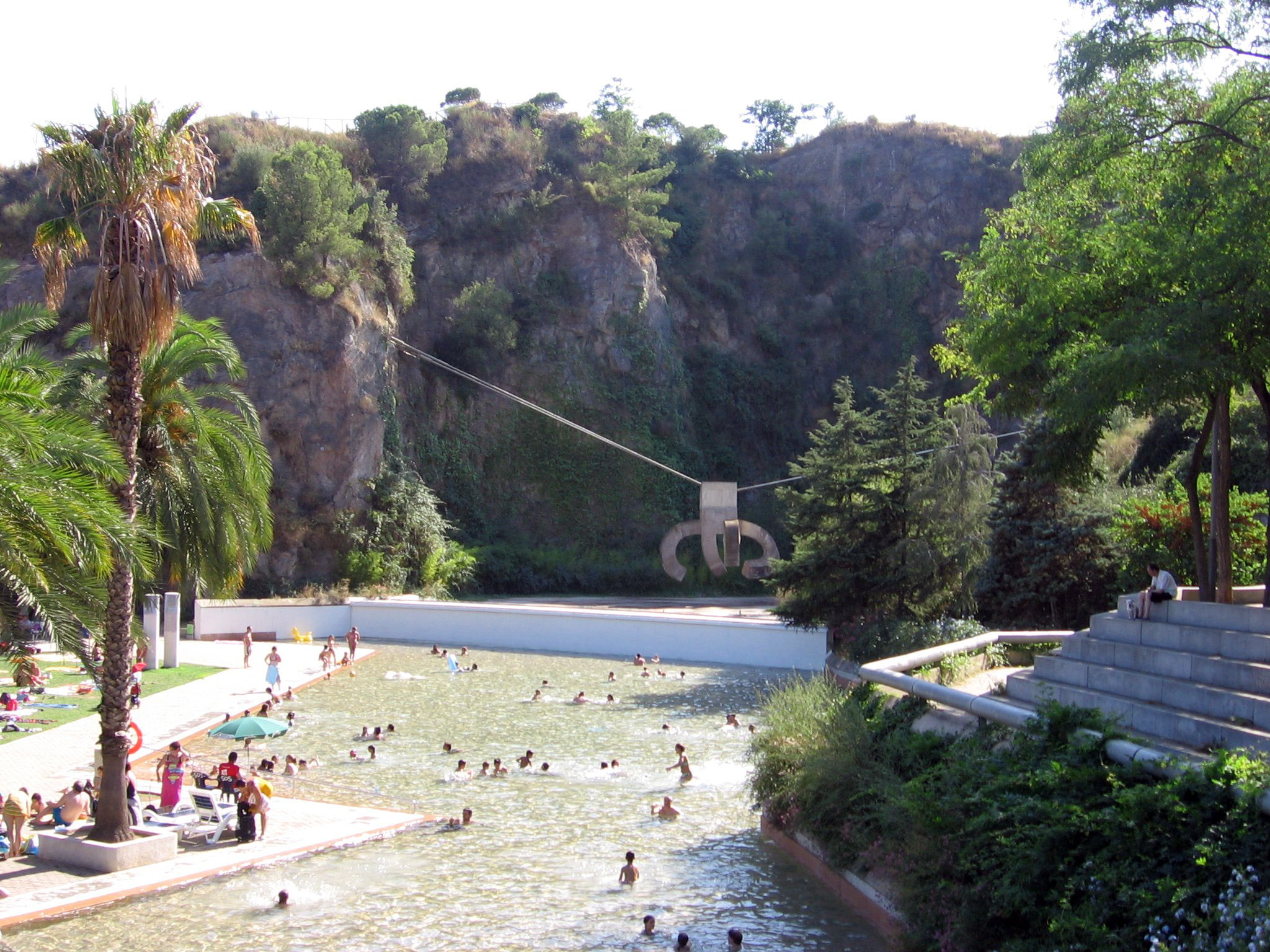
Parque de la Creueta del Coll, al fondo la escultura Elogio del agua (1987), de Eduardo Chillida.

La llegada de la democracia favoreció la creación de nuevas zonas verdes en la ciudad. En esta época la jardinería estuvo muy vinculada al urbanismo, con una concepción que conjugaba la estética con la funcionalidad, así como los aspectos lúdicos, las instalaciones deportivas, los servicios a determinados colectivos como niños —zonas de juegos infantiles— o ancianos —pistas de petanca como elemento más recurrente—, o incluso la visión comercial —establecimientos de comidas y bebidas—. En ese sentido, se solía subordinar las zonas verdes al trazado arquitectónico del conjunto, perdiéndose en buena medida la naturalidad de la configuración vegetal, que en numerosas ocasiones presentaba un aspecto de cierta artificiosidad. En relación con ello, ganaron preponderancia especies perennes y estáticas como las coníferas, usadas de forma masiva en los nuevos parques urbanos. En esa época surgieron numerosos parques reconvertidos de antiguas instalaciones municipales, como el parque de Joan Miró, realizado en 1983 en el solar del antiguo matadero central de Barcelona, o bien en zonas industriales (parque de la España Industrial, 1985; parque de la Pegaso, 1986; parque del Clot, 1986) o de antiguas instalaciones ferroviarias (parque de Sant Martí, 1985; parque de la Estación del Norte, 1988). Como en el período anterior se adquirieron varias fincas privadas, como los jardines de Villa Cecilia (1986) y los jardines de Ca n'Altimira (1991).

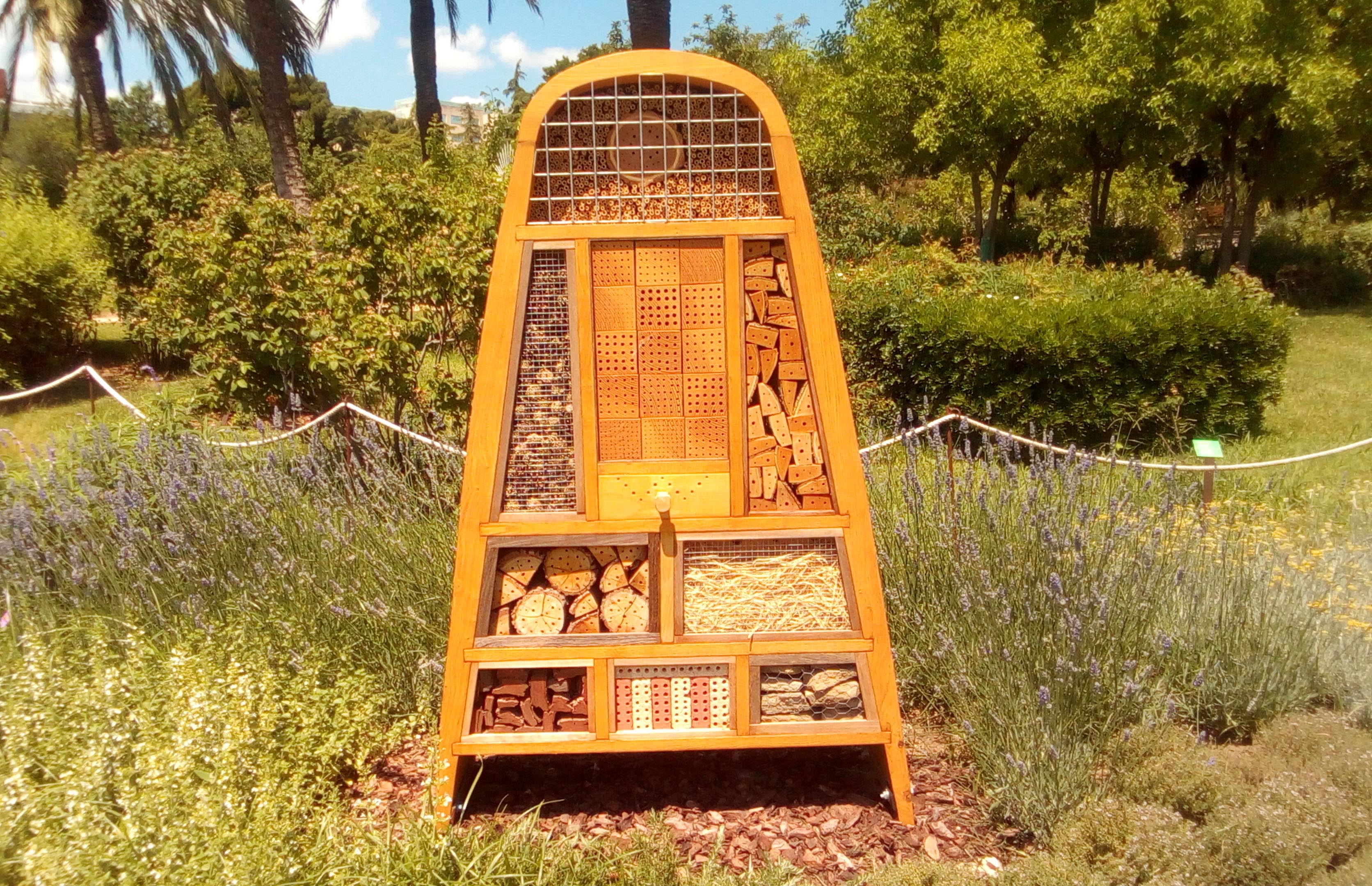
Hotel de abejas y avispas, parque de Cervantes.

En los años 1990 retornó la predisposición a un mayor contacto con la naturaleza, y se cobró conciencia del daño efectuado al medio ambiente. Desde entonces ha ido aumentando en la sociedad la defensa de la naturaleza y de los valores del ecologismo, lo que se ha traducido en mayores esfuerzos de conservación del patrimonio natural y en el diseño de nuevos jardines con mayor relevancia de la vegetación y su ubicación en el entorno. Barcelona ha sido un claro ejemplo en ese sentido, ya que, especialmente gracias al impulso de los Juegos Olímpicos de 1992, inició un proceso de restauración y conservación de sus parques y jardines, al tiempo que se creaban otros nuevos con un diseño más naturalista, como el parque de la Creueta del Coll, además de las actuaciones en el frente marítimo y en el nuevo barrio de la Villa Olímpica. En Montjuïc, epicentro de los juegos, se instaló un nuevo Jardín Botánico, de 14 hectáreas, dedicado a plantas de clima mediterráneo de todo el mundo, obra de Carlos Ferrater y Bet Figueras, y se estableció el jardín de Esculturas anexo a la Fundación Miró, con obras de escultores como Tom Carr, Pep Durán, Perejaume, Enric Pladevall, Jaume Plensa, Josep Maria Riera i Aragó, Erna Verlinden y Sergi Aguilar. En 2003 se inauguraron los jardines de Joan Brossa, situados en el terreno anteriormente ocupado por el Parque de Atracciones de Montjuïc, con una remodelación efectuada por Patrizia Falcone en estilo paisajista. Otras actuaciones relacionadas con los juegos fueron los parques del Mirador del Migdia, el del Poblenou, el de Carlos I y el del Valle de Hebrón. 

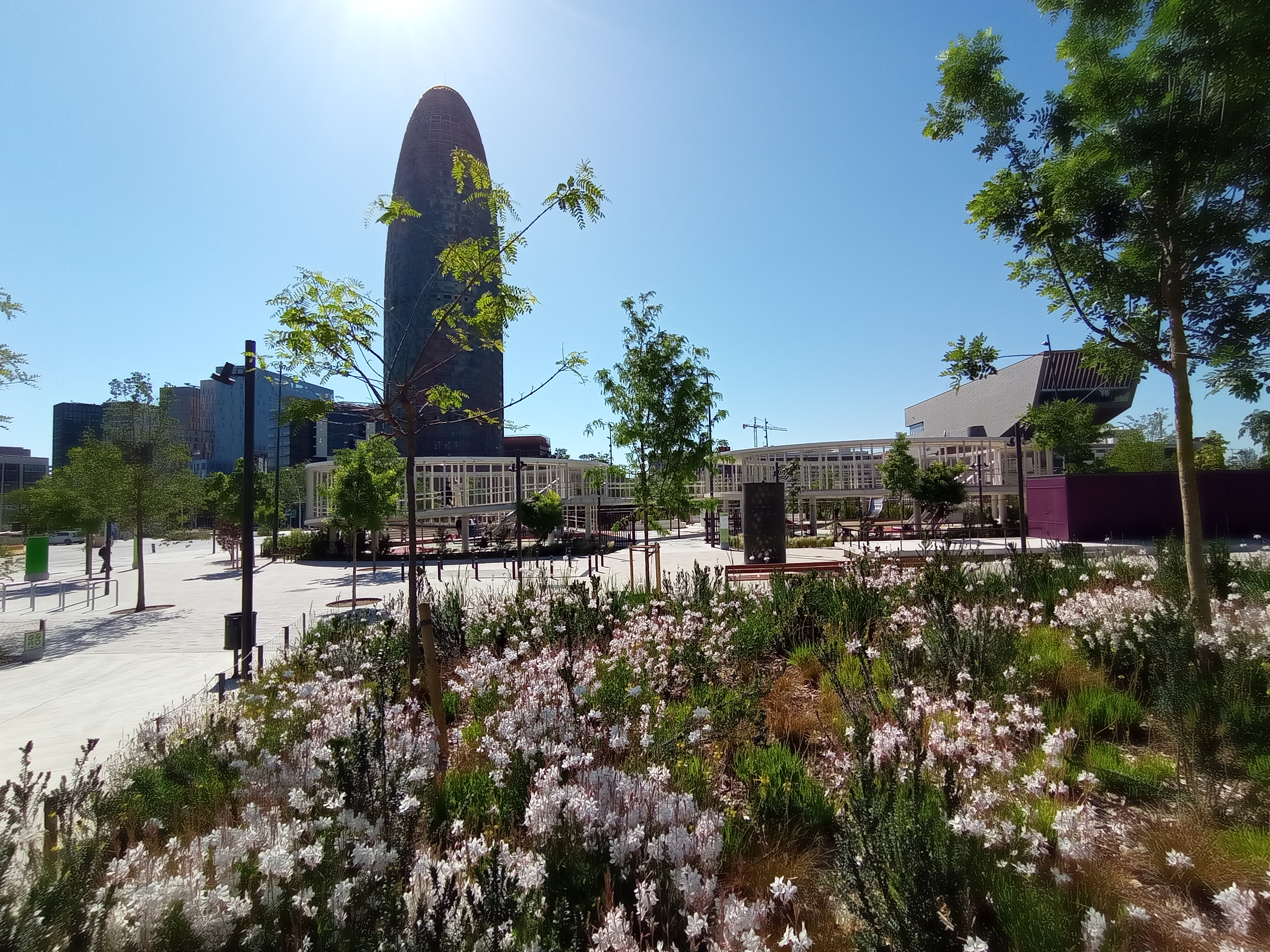
Parque de las Glorias.

En el siglo XXI hubo un nuevo impulso a la jardinería con la celebración del Fórum Universal de las Culturas 2004 en la zona de Diagonal Mar, que legó una nueva superficie verde de 214 hectáreas, con jardines como el parque Lineal de Garcia Fària, el parque del Fórum y el parque de Diagonal Mar. Entre 2019 y 2025 se realizó el parque de las Glorias, el segundo más grande de la ciudad, con nueve hectáreas.
Durante la alcaldía de Ada Colau se impulsó un programa de naturalización y gestión ecológica de los espacios verdes de la ciudad, con el objetivo de incrementar la superficie verde y fomentar la biodiversidad. Entre otras actuaciones, se procedió a incrementar la vegetación, proteger las especies autóctonas, podar con menos frecuencia los árboles y dejar crecer las plantas de los alcorques. El objetivo era incrementar los espacios verdes en 160 hectáreas hasta 2030, con la meta de conseguir 1 m² por persona. Además de aumentar los espacios verdes se instalaron 80 instalaciones para insectos y más de 260 nidos de pájaros. También se eliminó el uso de herbicidas químicos y se redujeron los tratamientos fitosanitarios.